# Melomys matambuai
Melomys matambuai là một loài động vật có vú trong họ Chuột, bộ Gặm nhấm. Loài này được Flannery, Colgan, & Trimble miêu tả năm 1994.